# هشام حسن
هشام حسن مواليد 21 يوليو 1999 في المالديف، هو لاعب كرة قدم مالديفي يلعب مع نادي إيجلز كمدافع.

## المسيرة الاحترافية

### أندية لعب لها
- نادي إيجلز